# アフリカミリ波望遠鏡
アフリカミリ波望遠鏡（Africa  Millimeter Telescope, AMT）は、ナミビアに建設が計画されている口径15mの電波望遠鏡である。オランダのラドバウド大学とナミビア大学が協力して推進する計画であり、アフリカ唯一の大型ミリ波望遠鏡となる。また、ブラックホールの観測を行うイベントホライズンテレスコープに加わることで、より高精度な画像の取得を目指す。

## 望遠鏡
アフリカミリ波望遠鏡で使用される望遠鏡は、チリのヨーロッパ南天天文台(ESO)ラ・シヤ天文台に設置されているスウェーデン-ESO サブミリ波望遠鏡(SEST)である。SESTを運用するESOとオンサラ天文台が望遠鏡を寄付し、改修はミリ波電波天文学研究所(IRAM)が担当する。

## 建設地
建設予定地は、ナミビア南部のガームスバーグ山（標高2347メートル）である。当地は天体観測に適した気象条件が整っていることで知られており、マックス・プランク天文学研究所の2.2メートル望遠鏡や南アフリカ大型望遠鏡の建設候補地にもなっていた。アフリカミリ波望遠鏡が観測するミリ波は、大気中の水蒸気による吸収を受けるため、望遠鏡の立地は乾燥した場所である必要があり、ガームスバーグ山はこの条件を満たしている。建設地一体の高原はマックス・プランク研究所が所有している。首都ウィントフックから自動車で2時間の距離にあり、アクセスも良い。

## 計画の推移
2019年6月に、計画の初期設計審査を通過した。
2020年末には、インフラや望遠鏡の整備、運用計画なども含めた最終設計審査が予定されている。その後、SESTの解体と改修、ナミビアへの輸送と再組立てを行い、2024年の観測開始が予定されている。